# Капелла Воскресения Христова в Кишиневе
Капелла Воскресения Христова в Кишиневе (рум. Capela Învierea Mântuitorului) — храм Армянской Апостольской церкви и памятник архитектуры национального значения, внесенный в Реестр памятников истории и культуры Кишинева.
Это часовня армяно-григорианского кладбища, построенная в 1916 году архитектором А. Хачикянц. Это также мемориальное здание, под западным крылом которого находится могила Б. Богдасарова.
Весь облик здания отсылает к культовым сооружениям периода расцвета церковного зодчества в XII-XIII веках в исторической Армении.
На территории армянского кладбища находятся надгробия выдающихся исторических личностей, датируемые XVIII-XX веками.